# Chiesa di Santa Maria della Provvidenza (Zafferana Etnea)
(Mons. Orlando Vescovo di Catania, Arch. Cur. Arc. Cat., Volume Tutt'Atti 2 giugno 1832)
La chiesa di Santa Maria della Provvidenza è la chiesa madre di Zafferana Etnea. Essa è sede dell'omonima parrocchia, facente parte dell'Arcidiocesi Metropolitana di Catania e dell'XI Vicariato Paesi della Zona Bosco.
Svettante su di un'ampia e scenografica scalinata in pietra lavica, in netto contrasto con la bianca facciata, la Chiesa Madre, intitolata alla Patrona, è il monumento più importante della città.

## Storia
(Mons. Rizzari Vic. Gen., Arch. Cur. Arc. Cat., Vol. Litteræ Secretæ 18 gennaio 1736)
La sua costruzione, iniziata nel 1731 per volere di don Francesco Gagliano, decano della Basilica Collegiata di Catania, si protrasse per lungo tempo, più volte ripresa a causa dei numerosi eventi sismici che la resero inagibile. Nei secoli la sua struttura fu rimaneggiata e ampliata. La chiesa originaria, infatti, era molto più piccola, disposta perpendicolarmente a quella attuale; il 20 febbraio 1818 un terribile terremoto distrusse l'edificio causando ventinove vittime tra i fedeli presenti alle sacre funzioni.
I lavori di ricostruzione, cominciati nel 1832 e conclusi nel 1837, valsero alla chiesa la possibilità di essere dichiarata "Chiesa Matrice" dall'allora vescovo di Catania, mons. Orlando.
Nel 1882 un nuovo intervento di ampliamento portò all'allungamento delle navate.
L'ultimo intervento di recupero e di restauro risale agli anni precedenti al 1997, quando la chiesa venne riaperta al culto dopo quattordici anni, essendo stata resa inagibile dal terremoto del 1984, che causò il crollo della volta della navata centrale e innumerevoli altri danni strutturali.

## Esterno
L'esterno è caratterizzato da un'imponente facciata in pietra bianca di Siracusa, realizzata dal 1897 al 1928 in stile eclettico, con elementi che vanno dal barocco siciliano al liberty su progetto dell'architetto Carmelo Sciuto Patti. Il prospetto è formato da un corpo centrale lievemente arretrato rispetto ai due campanili gemelli.
A seguito della riapertura della Chiesa, avvenuta il 30 ottobre 1997, le porte sono state decorate con pannelli bronzei in rilievo. Nella porta centrale troviamo rappresentate la processione durante l'eruzione del 1792 (in basso a sinistra), una scena di vita monastica del Priorato di San Giacomo (in basso a destra) e in alto scene tratte dal Nuovo Testamento in cui è presente la Madonna. Le porte laterali, invece, sono arricchite da pannelli che raffigurano scene della vita di Cristo.
Sul portale maggiore, a ridosso di una cornice curvilinea, si trova un grande Cristo Pantocratore che, con le braccia aperte, accoglie i fedeli e li invita ad entrare. Sul livello superiore, al centro di un trittico, è posta una statua di pregevole fattura raffigurante la Titolare della chiesa e Patrona della città, Maria Santissima della Provvidenza. Su di essa, nel frontone, si erge lo stemma mariano.

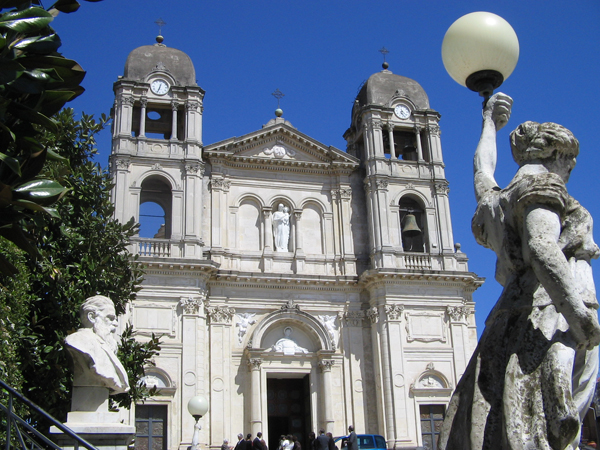
Chiesa Madre, esterno

Dei due campanili, d'impronta prettamente barocca, solo quello di destra ospita cinque campane.
Dei due ingressi sui prospetti laterali, il più interessante è quello di destra, rivolto ad oriente. È in pietra lavica scolpita, e sulla sua soglia è incisa la data del 1730, l'anno in cui furono iniziati i lavori di costruzione della chiesa. Pare certo che questo fosse, nel progetto iniziale, l'ingresso principale della chiesa, allora molto più piccola, e rivolta quindi ad oriente perpendicolarmente alla chiesa attuale.
La cupola, di forma ottagonale, è artisticamente rivestita da tessere in maiolica blu, caratteristica comune a molte delle cupole e delle guglie delle chiese etnee.

## Interno e le opere

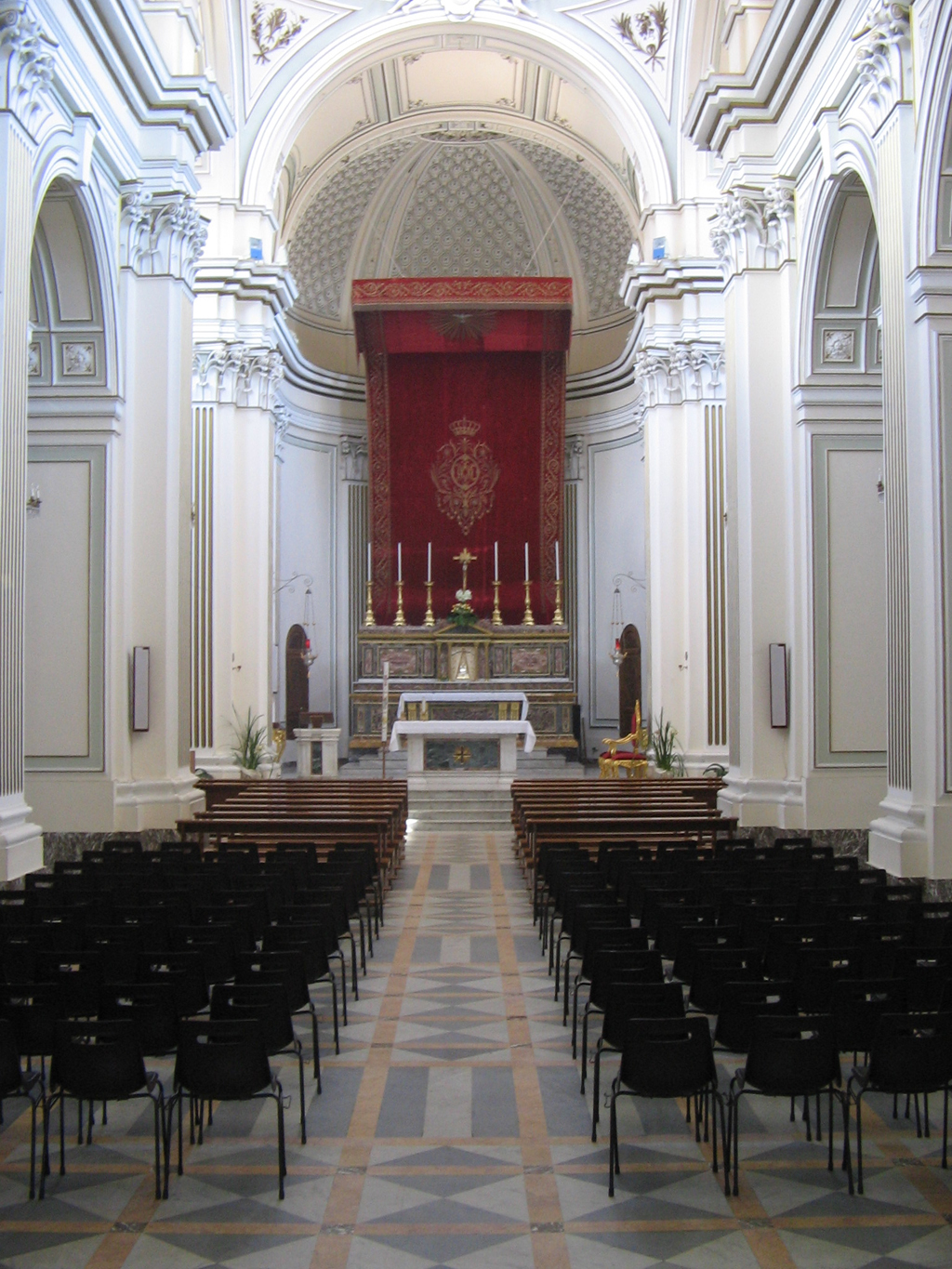
Chiesa Madre, interno

L'interno, elengante e sobrio nel suo insieme, è a croce latina e a tre navate. All'incrocio del transetto con la navata centrale si innalza la cupola.
Nonostante gli eventi sismici remoti e recenti l'abbiano spogliata di molte delle finiture e degli affreschi originari, la chiesa conserva interessanti opere artistiche.
All'ingresso, sulla destra, è collocato il fonte battesimale in marmo, sormontato dall'Agnello e circondato da una ringhiera in ferro battuto.
L'abside presenta un altare maggiore di pregevole fattura, al di sopra del quale si erge maestoso un grande quadro della Madonna della Provvidenza, opera novecentesca del pittore Raffaele Stramondo; dello stesso autore, sempre nell'abside, troviamo a destra Il sacrificio di Melchisedech e a sinistra La Cena di Emmaus.
Ai lati dell'altare maggiore due splendide porte in legno scolpito, recanti i rispettivi simboli iconografici, conservano le statue di San Giuseppe (a destra) e della Madonna della Provvidenza (a sinistra), mentre dietro l'altare, al centro, si trova una simile porta che custodiva un tempo la statua di Sant'Antonio abate.
In fondo alla navata destra si trova la cappella della Madonna della Provvidenza, uno splendido altare in marmo policromo in cui è incastonato il venerato quadro della Madonna, dipinto nel 1838 da Giuseppe Rapisarda.
In fondo alla navata sinistra, invece, si trova la cappella del Santissimo Sacramento; sull'altare, fiancheggiato da due statue raffiguranti Santa Margherita Maria Alacoque e Santa Giuliana Falconieri, è posto il simulacro del Sacro Cuore di Gesù.
Lungo il transetto troviamo invece a destra l'altare di San Giuseppe, con una grande pala dipinta dal pittore zafferanese Giuseppe Sciuti nel 1854 a soli vent'anni; a sinistra, l'altare del Santissimo Crocifisso, con un monumentale Crocifisso ligneo ottocentesco alla base del quale è posto un quadro dell'Addolorata.
Due statue si fronteggiano, poste nelle navate laterali: a destra troviamo quella di Sant'Antonio di Padova, a sinistra quella di Sant'Antonio abate, compatrono della città.
Altri interessanti simulacri sono conservati nella Matrice, ma esposti solo nei giorni delle rispettive feste; tra questi ricordiamo: il Cristo Morto col suo cataletto (portantina), di fattura settecentesca; la Madonna della Provvidenza, scolpita intorno alla metà del secolo XIX; l'Addolorata e San Giovanni Apostolo; Santa Rita da Cascia; San Giuseppe; la Madonna di Lourdes; il piccolo simulacro di Maria Santissima Bambina; Sant'Agata; Santa Lucia; il Cristo Risorto.

## Cronologia dei responsabili
- 1736 - 1753: Don Francesco Gagliano, fondatore, canonico della Basilica Collegiata di Catania.
- 1753 - 1778: Don Antonino Motta, cappellano.
- 1778 - 1781: Don Francesco Marletta, cappellano.
- 1781 - 1782: Don Francesco Costa, cappellano.
- 1782 - 1784: Don Cirino Bonanno, cappellano.
- 1784 - 1786: Don Giuseppe Licciardello, cappellano.
- 1786 - 1833: Don Antonino La Rosa, primo curato parroco e vicario foraneo.
- 1833 - 1877: Don Giuseppe Sciuti, parroco e vicario foraneo.
- 1877 - 1911: Don Rosario Barbagallo, parroco e vicario foraneo.
- 1911 - 1927: Don Domenico Privitera, parroco e vicario foraneo.
- 1927 - 1945: Don Giovanni Coco, parroco e vicario foraneo.
- 1945 - 1950: Don Salvatore Pappalardo, parroco e vicario foraneo.
- 1950 - 1968: Don Salvatore Di Salvo, parroco e vicario foraneo, poi vescovo.
- 1968 - 1976: Don Luigi Cavallaro, parroco.
- 1976 - 2020: Don Luigi Licciardello, parroco e vicario foraneo.
- 2020: Don Salvatore Scuderi, parroco.

## Feste

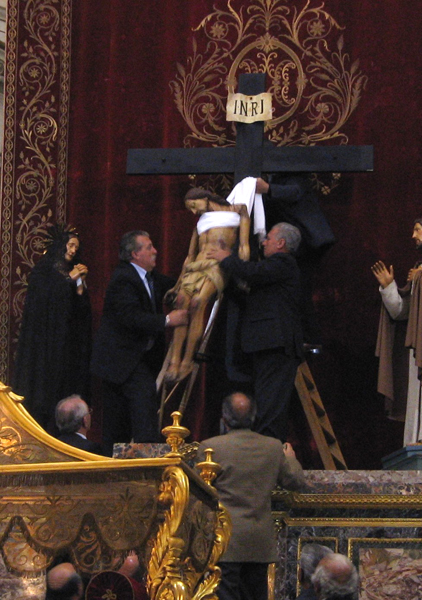
Venerdì Santo, 'A scisa 'a Cruci

- 6 gennaio: Epifania di Nostro Signore, processione attorno alla piazza.
- 17 gennaio: Sant'Antonio abate, Compatrono, liturgica.
- 31 gennaio: San Giovanni Bosco, liturgica.
- 5 febbraio: Sant'Agata vergine e martire, Patrona della Diocesi, liturgica.
- 11 febbraio: Maria Santissima di Lourdes, liturgica.
- 19 marzo: San Giuseppe, Compatrono, liturgica.
- Domenica delle Palme: Via Crucis per le vie del centro.
- Venerdì Santo: Scisa 'a Cruci (Deposizione) e processione del Cristo Morto, dell'Addolorata e dell'Apostolo Giovanni per le vie del centro.
- Domenica di Pasqua: Insorgenza del Cristo Risorto.
- 22 maggio: Santa Rita da Cascia, liturgica.
- 1º sabato di giugno: processione votiva dalla chiesa alla stele votiva di Piano dell'Acqua.
- Domenica del Corpus Domini e venerdì seguente: processione per le vie cittadine.
- 16 luglio: Maria Santissima del Carmelo, liturgica.
- Sabato precedente la II domenica di agosto: Maria Santissima della Provvidenza, Patrona, offerta della cera, svelata del simulacro e omaggio floreale.
- II domenica di agosto: Maria Santissima della Provvidenza, Patrona, festa liturgica.
- Lunedì successivo la II domenica di agosto: Maria Santissima della Provvidenza, Patrona, processione per le vie cittadine.
- 8 settembre: Maria Santissima Bambina, liturgica.
- 31 ottobre: Anniversario della Dedicazione della Chiesa.
- 8 dicembre: Maria Santissima Immacolata, liturgica.
- 13 dicembre: Santa Lucia vergine e martire, liturgica.
- 25 dicembre: Santo Natale, svelata dell'artistico Presepe.

## Chiese filiali
- Chiesa Santa Maria delle Grazie.
- Cappella Emmaus dei Padri Salesiani.
- Chiesa delle Verginelle di Sant'Agata, poi Santa Maria del Rosario di Fleri, oggi parrocchia autonoma.
- Chiesa abbaziale San Giuseppe di Pisano Etneo, oggi parrocchia autonoma.
- Chiesa Santa Maria del Carmelo di Bongiardo, oggi parrocchia autonoma.
- Chiesa Madonna della Lettera, poi San Vincenzo Ferreri di Sarro, oggi parrocchia autonoma.
- Chiesa Santa Maria del Paradiso, nel cimitero comunale, oggi inesistente.
- Chiesa patronata Sant'Antonio di Padova in contrada Passopomo, oggi della parrocchiale di Bongiardo.
- Chiesa patronata Maria Santissima Annunziata in contrada Pisanello, oggi diroccata.
- Chiesa patronata S. Michele Arcangelo in contrada San Michele, oggi inesistente.
- La Chiesazza in contrada Malopasso, oggi inesistente.
- Chiesa Madonna del Buon Consiglio, oggi della parrocchiale di Monacella.
- Almeno altre tre cappelle private, oggi scomparse.

## Galleria d'immagini

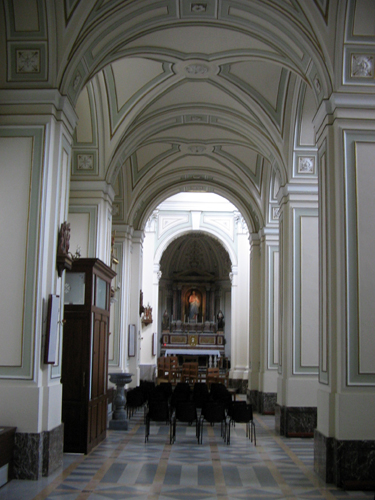
Navata sinistra
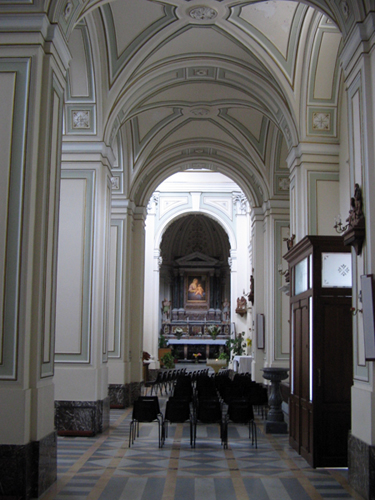
Navata destra
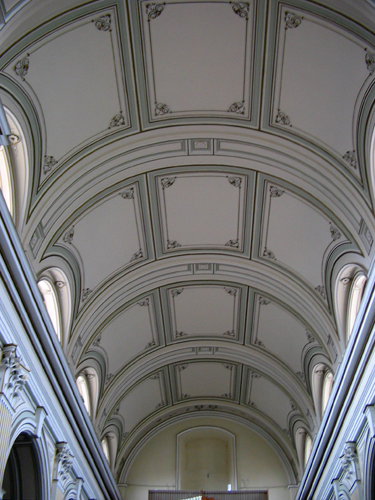
Volta navata maggiore
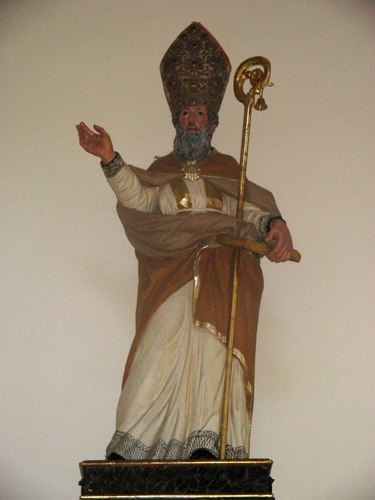
Sant'Antonio abate
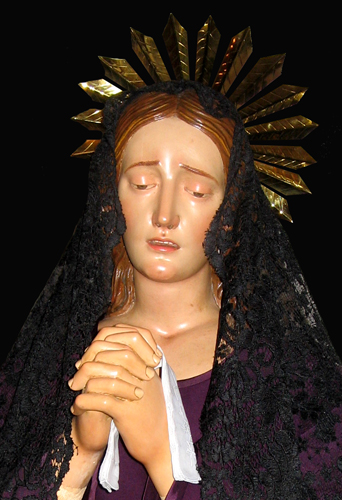
L'Addolorata
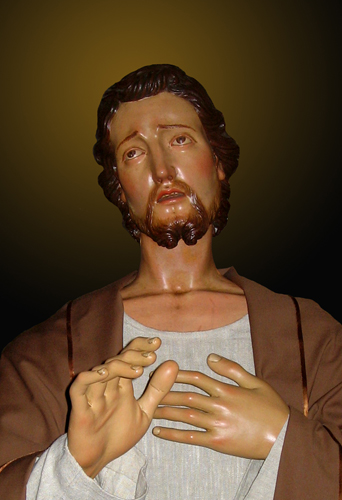
San Giovanni apostolo
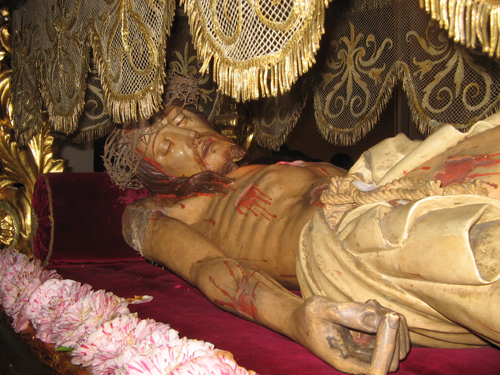
Cristo Morto
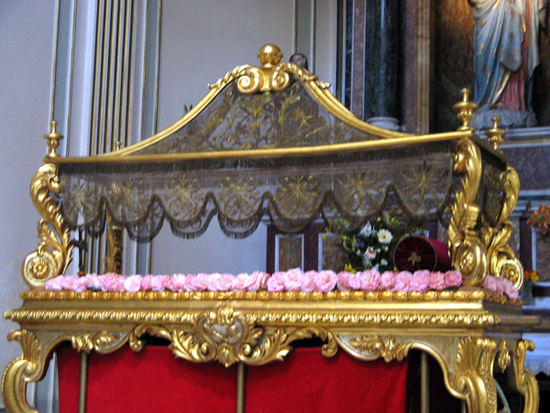
Cataletto del Cristo Morto
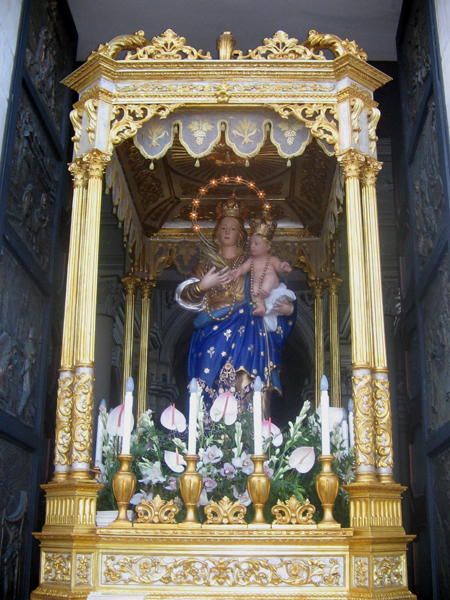
Maria Santissima della Provvidenza
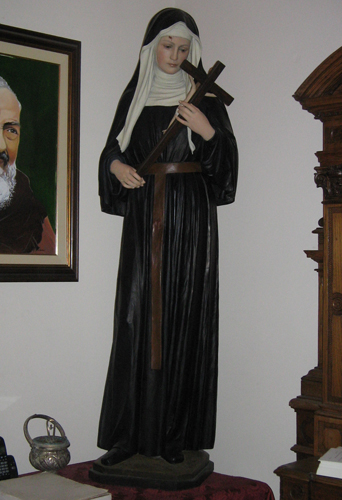
Santa Rita da Cascia
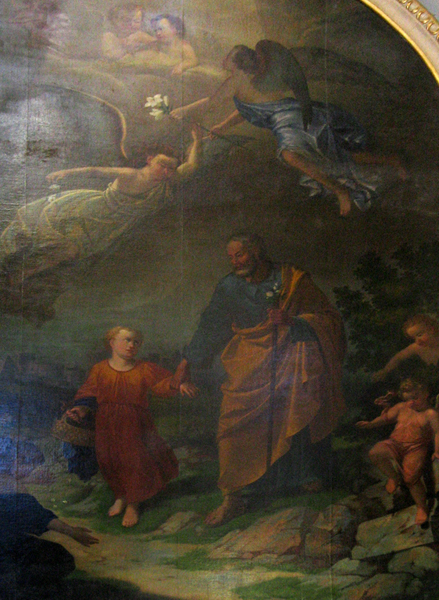
San Giuseppe col Bambino (Giuseppe Sciuti)